# Bromus staintonii
Bromus staintonii är en gräsart som beskrevs av Aleksandre Melderis. Bromus staintonii ingår i släktet lostor, och familjen gräs. Inga underarter finns listade i Catalogue of Life.